# Fontaine-perron de Nivelles
La fontaine-perron de Nivelles (ou fontaine du perron) est un monument de style gothique érigé sur la Grand-Place de la ville belge de Nivelles, en Brabant wallon.

## Localisation
La fontaine se dresse au sud-ouest de la Grand-Place de Nivelles, à quelques mètres de la tourelle sud du massif occidental de la collégiale Sainte-Gertrude de Nivelles et du fameux jacquemart appelé Jean de Nivelles.

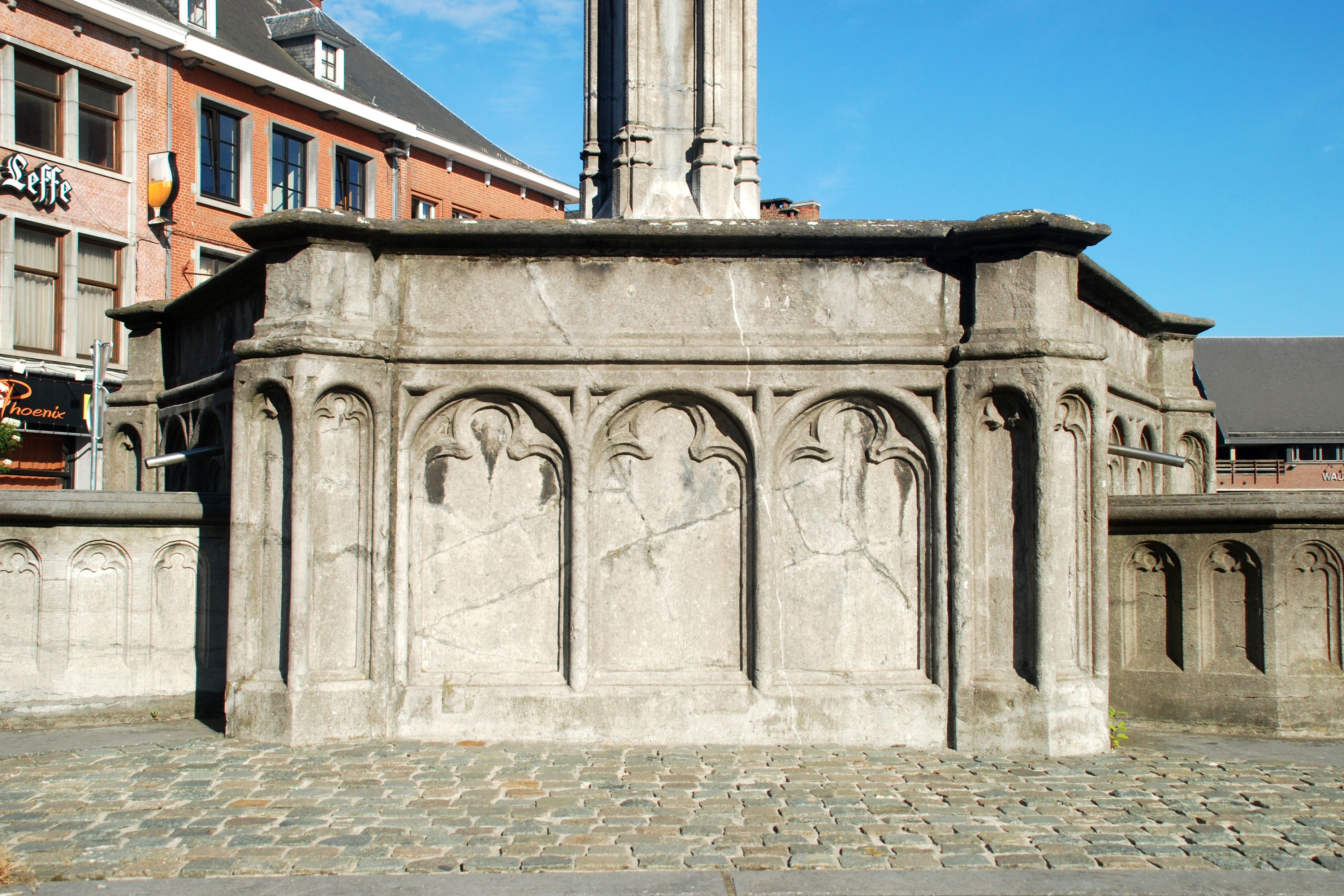
Le bassin hexagonal orné d'arcatures trilobées.

## Historique
La fontaine a été érigée en 1523 par l'abbesse Adrienne de Moerbecq probablement à l'emplacement de l'ancien perron communal.
En 1922, la fontaine fait l'objet d'une restauration et, à cette occasion, la partie centrale est remise en place.
Elle fait l'objet d'un classement comme monument historique depuis le 17 mars 1949.

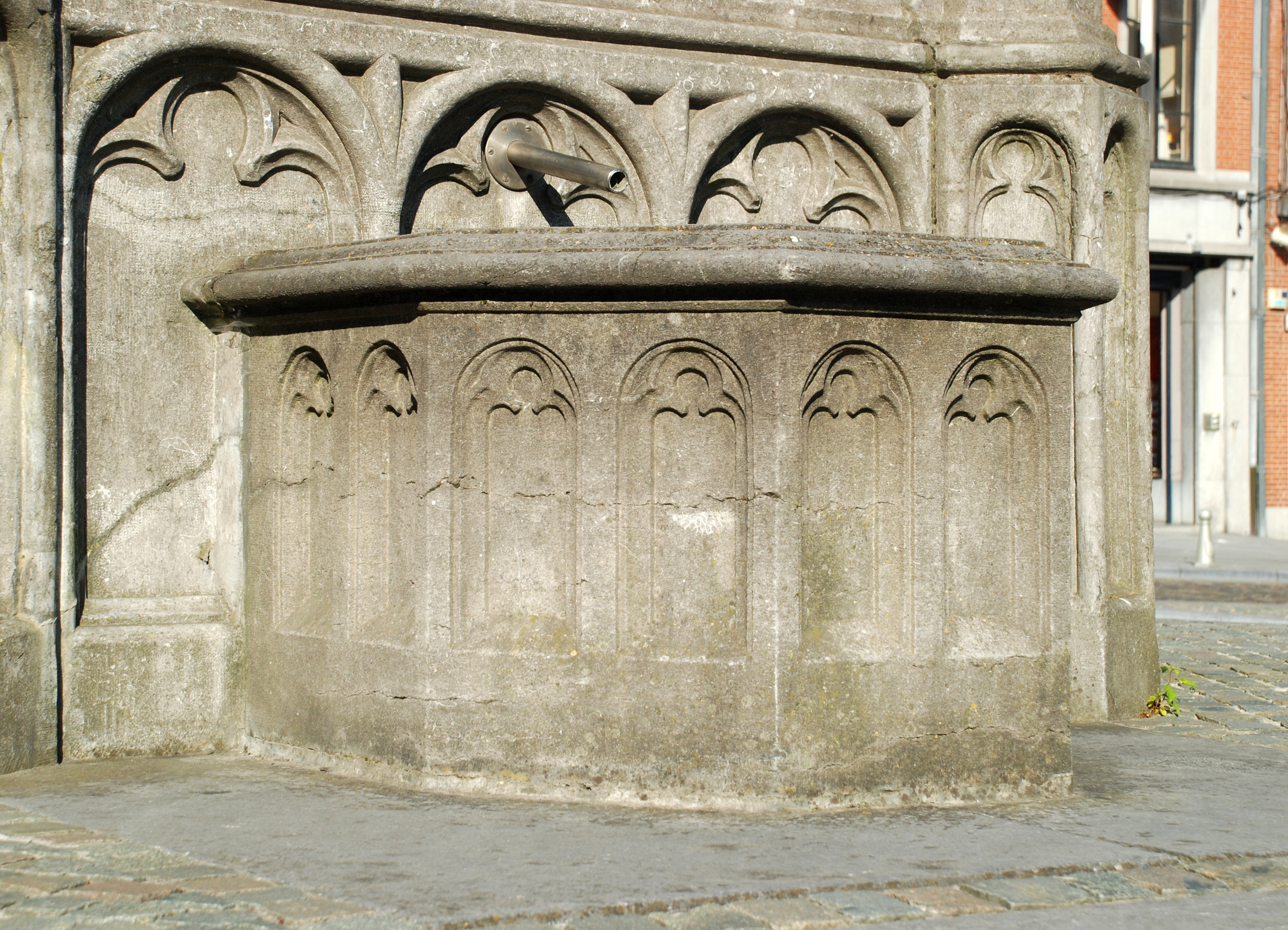
Un des bassins secondaires.

## Description
La fontaine est entièrement réalisée en pierre bleue.
Elle comporte un grand bassin hexagonal auquel sont adossés trois petits bassins à cinq pans. Ces bassins sont décorés d'arcatures en plein cintre ornées d'arcs trilobés.
Au centre du grand bassin se dresse une colonne de section hexagonale ornée sur chaque face d'une niche cintrée à arc torique et décor trilobé dans laquelle est logée une tête de lion crachant de l'eau. Ces niches sont surmontées de gâbles ornés d'une profusion de fleurons typiquement gothiques.
La colonne est surmontée par une élégante flèche gothique terminée par une statue dorée de saint Michel terrassant le dragon.
|  |  |  |